# لئوناردو سری
لئوناردو سری (انگلیسی: Leonardo Cerri؛ زادهٔ ۴ مارس ۲۰۰۳) بازیکن فوتبال است.